# Mackie Osborne
Pour les articles homonymes, voir Osborne.
Mackie Osborne est une artiste américaine.
On lui doit la conception et les illustrations de nombreux albums de musique depuis les années 1980. 

## Biographie
Membre du groupe Fleabag, elle contribue à de nombreux albums sur les illustrations d'emballage, la conception de la mise en page et la direction artistique.
Elle est l'épouse du leader des Melvins, Buzz Osborne. Elle a conçu les illustrations de la plupart des albums du groupe depuis 1994. Elle a également fait partie de divers groupes et projets parallèles liés aux Melvins, tels que Get Hustle (qui mettait en vedette le guitariste rythmique des Melvins de 2000 à 2001 et le bassiste de la tournée de 2006, David Scott Stone) et Gashley Snub (qui mettait également en vedette David Scott Stone et le batteur des Melvins, Dale Crover).

## Œuvres
| Année | Artiste                       | Titre                                             |
| ----- | ----------------------------- | ------------------------------------------------- |
| 1980  | Circle Jerks                  | Group Sex                                         |
| 1982  | Circle Jerks                  | Wild in the Streets                               |
| 1992  | Social Distortion             | Somewhere Between Heaven and Hell (en)            |
| 1994  | various                       | Fast Track to Nowhere (en)                        |
| 1994  | Rancid                        | Let's Go                                          |
| 1994  | Melt-Banana                   | Cactuses Come in Flocks                           |
| 1994  | Melvins                       | Prick                                             |
| 1994  | Melvins                       | Stoner Witch                                      |
| 1995  | All                           | Pummel                                            |
| 1995  | The Offspring                 | Re-release of debut album on Epitaph              |
| 1995  | The Vandals                   | Live Fast, Diarrhea                               |
| 1995  | Melvins                       | Tora Tora Tora                                    |
| 1995  | Social Distortion             | Mainliner: Wreckage From the Past                 |
| 1995  | Wayne Kramer                  | The Hard Stuff                                    |
| 1996  | Assorted Jelly Beans          | Assorted Jelly Beans                              |
| 1996  | Divers                        | Jabberjaw Compilation, Vol. 2: Pure Sweet Hell    |
| 1996  | The Vandals                   | The Quickening                                    |
| 1996  | Melvins                       | Stag                                              |
| 1997  | The Jelly Roll Kings (en)     | Off Yonder Wall                                   |
| 1997  | Junior Kimbrough              | Most Things Haven't Worked Out                    |
| 1997  | Lowercase                     | Kill the Lights                                   |
| 1997  | The Neckbones (en)            | Souls on Fire                                     |
| 1997  | Divers                        | Flyin' Traps                                      |
| 1998  | The Vandals                   | Hitler Bad, Vandals Good                          |
| 1999  | The Vandals                   | Play Really Bad Original Country Tunes            |
| 1999  | Melvins                       | The Maggot                                        |
| 1999  | Melvins                       | The Bootlicker                                    |
| 1999  | Mr. Bungle                    | California                                        |
| 1999  | Oingo Boingo                  | Anthology                                         |
| 2000  | Melvins                       | The Crybaby                                       |
| 2000  | The Moonlighters              | Dreamland                                         |
| 2000  | Tool                          | Salival                                           |
| 2001  | Melvins                       | Colossus of Destiny                               |
| 2001  | Tool                          | Lateralus                                         |
| 2002  | Bad Religion                  | The Process of Belief                             |
| 2002  | Melvins/Fantômas              | Millennium Monsterwork 2000                       |
| 2002  | Melvins                       | Hostile Ambient Takeover                          |
| 2003  | Melvins                       | 26 Songs                                          |
| 2003  | Melvins                       | Melvinmania: Best of the Atlantic Years 1993–1996 |
| 2003  | Mondo Generator               | A Drug Problem That Never Existed                 |
| 2003  | Pink Anvil (en)               | Halloween Party                                   |
| 2003  | Tricky                        | Vulnerable                                        |
| 2004  | Joanneh Nagler                | I Burn                                            |
| 2004  | Melvins                       | Pigs of the Roman Empire                          |
| 2004  | Melvins                       | Neither Here Nor There                            |
| 2004  | Trevor Dunn's Trio-Convulsant | Sister Phantom Owl Fish                           |
| 2004  | Melvins/Jello Biafra          | Never Breathe What You Can't See                  |
| 2004  | Vincent & Mr. Green           | Vincent & Mr. Green                               |
| 2005  | Melvins                       | Mangled Demos from 1983                           |
| 2005  | Melvins/Jello Biafra          | Sieg Howdy!                                       |
| 2005  | Altamont                      | The Monkee's Uncle                                |
| 2006  | East West Blast Test          | Popular Music for Unpopular People                |
| 2006  | Melvins                       | A Live History of Gluttony and Lust               |
| 2006  | Melvins                       | (A) Senile Animal                                 |
| 2006  | Tool                          | 10,000 Days                                       |
| 2007  | Goon Moon                     | Licker's Last Leg                                 |
| 2008  | Nerd Table                    | Aqua Vulva                                        |
| 2008  | Melvins                       | Nude With Boots                                   |
| 2008  | Broken.Heart.Collector        | Strange Fruits                                    |
| 2009  | MadLove                       | White With Foam                                   |
| 2010  | Melvins                       | The Bride Screamed Murder                         |
| 2010  | Melvins                       | Melvins (13-CD box set)                           |
| 2011  | Melvins                       | Sugar Daddy Live                                  |